# Mormon Row Historic District

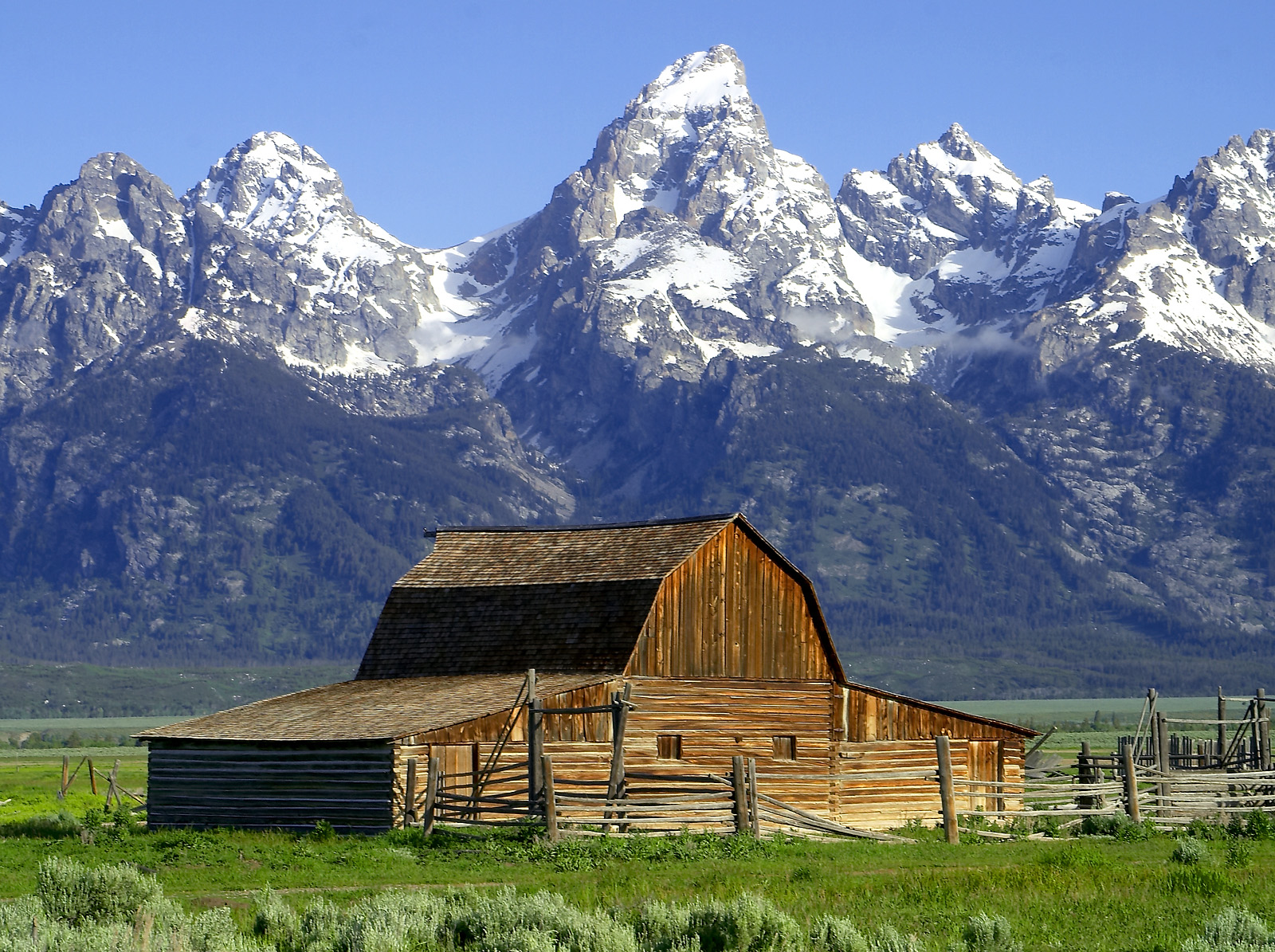
John Moulton Barn nel Mormon Row Historic District, giugno 2004

Mormon Row è un distretto storico situato nella contea di Teton, nello stato del Wyoming negli Stati Uniti d'America; è iscritto nel National Register of Historic Places.

## Descrizione

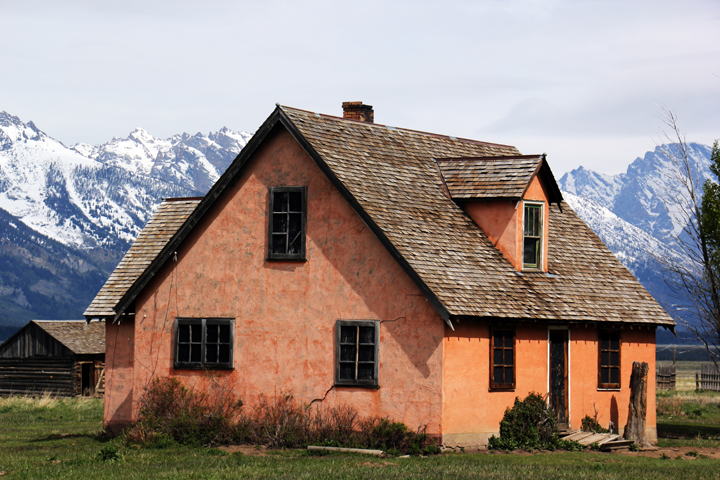
Ranch di John Moulton ranch, ritratto nel maggio 2012

Il distretto consiste in una serie di fattorie lungo la strada Jackson-Moran, presso il margine sud-orientale del Parco nazionale del Grand Teton, nella valle chiamata Jackson Hole. Il periodo di rilevanza del paesaggio storico rurale comprende la costruzione dell'Andy Chambers Ranch Historic District, delle fattorie T. A. Moulton Barn e John Moulton dal 1908 agli anni '50. Sei gruppi di edifici e una rovina separata dagli altri evidenziano un insediamento mormone nell'area e includono anche i servizi fognari, campi coltivati e recinti. Oltre a John and T.A. Moulton, gli altri coloni dell'area furono Joseph Eggleston, Albert Gunther, Henry May, Thomas Murphy e George Riniker.
L'area è anche conosciuta come Antelope Flats, ed è situata tra le città di Moose e Kelly; è una destinazione popolare per i turisti ed i fotografi per via degli edifici storici, le mandrie di bisonti e la spettacolare Teton Range che si innalza sullo sfondo. Il terreno alluvionale ad est del Blacktail Butte fu il più adatto rispetto ad altre località del Jackson Hole per le coltivazioni, ostacolate in parte dalla mancanza di acqua facilmente disponibile. I coloni mormoni iniziarono ad arrivare nell'area negli anni 1890 dall'Idaho, creando una comunità chiamata "Gros Ventre", con circa 27 fattorie. I coloni mormoni tendevano a formare comunità di gruppo, diversamente dalle più tipiche fattorie isolate del Jackson Hole.
Il Mormon Row district fu aggiunto al National Register of Historic Places il 5 giugno 1997.